# T2噬菌體
T2噬菌体（学名：Enterobacteria phage T2）是一種屬於T4噬菌體屬的噬菌體病毒，專門感染和杀死大腸桿菌。其病毒體內含DNA，DNA的組成次序包括有線狀雙股、末端冗餘（terminally redundant）以及環狀排列（circularly permuted）。外側擁有由蛋白質組成的外殼。此外，此病毒中唯一含有磷原子的分子是DNA。